# Masakr u Gornje Obrinje
Masakr u Gornje Obrinje (albánsky Masakra në Abri të Epërme, srbsky Masakr u Gornjem Obrinju) byl válečný zločin, který se odehrál mezi 26. a 29. zářím 1998  během války v Kosovu. Bylo při něm zabito až 35 kosovských Albánců z vesnice Gornje Obrinje. Většina obětí byly ženy, děti a postarší osoby, z toho 21 lidí pocházelo z jedné rodiny.
Jugoslávská armáda byla v oblasti rozmístěna, aby na několik měsíců čelila hlavním útokům Kosovské osvobozenecké armády (UÇK), která předpokládala ztrátu kontroly nad odhadovanou třetinou provincie.
Bělehradská média podala dne 27. září zprávu o tom, že srbské síly předchozí den získali kontrolu nad obcí. V ten samý den bylo několik členů rodiny Delijajových zavražděno v lesním úkrytu. Mnoho z obětí byly ženy a děti. Sedm dalších lidí, včetně 94letého Fazliho Delijaji, bylo zabito v jejich rodinném domu. Místní lidé říkali, že vraždy má na svědomí „černý muž“ – možná policista, který má na obličeji maskovací barvu a na sobě lyžařskou masku. Vláda však odpovědnost za masakr popřela. Vojislav Šešelj prohlásil, že zprávy o masakru byly součástí spiknutí, které mělo za cíl umožnit zásah NATO.
Mezinárodní politický tlak na srbskou vládu, aby ukončila svůj zásah v Kosovu, byl urychlen zprávami o tomto masakru, což vedlo k novému rozhodnutí vydaného Radou bezpečnosti Organizace spojených národů ze dne 24. října 1998 a vyzvalo k nasazení diplomatické mise a zastavení nepřátelských akcí.